# 5e étape du Tour de France 1914
Pour un article plus général, voir Tour de France 1914.
La 5e étape du Tour de France 1914 s'est déroulée le lundi 6 juillet.
Les coureurs relient La Rochelle, en Charente-Maritime, à Bayonne, dans les Basses-Pyrénées, au terme d'un parcours de 379 kilomètres.
Le Suisse Oscar Egg gagne l'étape, tandis que les coureurs belges Philippe Thys et Jean Rossius conservent la tête du classement général.

## Déroulement de la course
La cinquième étape vers Bayonne, dépourvue de relief, l'est aussi de spectacle, les coureurs souhaitant s'économiser à l'approche des Pyrénées. Déjà vainqueur de l'étape précédente à La Rochelle, le coureur suisse Oscar Egg montre une nouvelle fois ses qualités de sprinteurs pour s'adjuger une deuxième victoire d'étape consécutive.

## Classements

### Classement de l'étape
| \| Classement de l'étape \| Classement de l'étape \| Classement de l'étape \| Classement de l'étape \| Classement de l'étape \| \| Coureur \| Coureur \| Pays \| Équipe \| Temps \| \| --------------------- \| --------------------- \| --------------------- \| ------------------------- \| --------------------- \| \| 1er \| Oscar Egg \| Suisse \| Peugeot-Wolber \| 13 h 25 min 29 s \| \| 2e \| Odile Defraye \| Belgique \| Alcyon-Soly \| + 0 s \| \| 3e \| Philippe Thys \| Belgique \| Peugeot-Wolber \| + 0 s \| \| 4e \| Louis Mottiat \| Belgique \| Alcyon-Soly \| + 0 s \| \| 5e \| Henri Pélissier \| France \| Peugeot-Wolber \| + 0 s \| \| 6e \| Jean Rossius \| Belgique \| Alcyon-Soly \| + 0 s \| \| 7e \| Octave Lapize \| France \| La Française-Hutchinson \| + 0 s \| \| 8e \| Pietro Fasoli \| Italie \| J.B. Louvet - Continental \| + 0 s \| \| 9e \| Jean Alavoine \| France \| Peugeot-Wolber \| + 0 s \| \| 10e \| Lucien Petit-Breton \| France \| Automoto-Continental \| + 0 s \| |                     |          |                           |                  |
| |                     |          |                           |                  |
| |                     |          |                           |                  |
| Classement de l'étape |                     |          |                           |                  |
| Coureur | Coureur             | Pays     | Équipe                    | Temps            |
| 1er | Oscar Egg           | Suisse   | Peugeot-Wolber            | 13 h 25 min 29 s |
| 2e | Odile Defraye       | Belgique | Alcyon-Soly               | + 0 s            |
| 3e | Philippe Thys       | Belgique | Peugeot-Wolber            | + 0 s            |
| 4e | Louis Mottiat       | Belgique | Alcyon-Soly               | + 0 s            |
| 5e | Henri Pélissier     | France   | Peugeot-Wolber            | + 0 s            |
| 6e | Jean Rossius        | Belgique | Alcyon-Soly               | + 0 s            |
| 7e | Octave Lapize       | France   | La Française-Hutchinson   | + 0 s            |
| 8e | Pietro Fasoli       | Italie   | J.B. Louvet - Continental | + 0 s            |
| 9e | Jean Alavoine       | France   | Peugeot-Wolber            | + 0 s            |
| 10e | Lucien Petit-Breton | France   | Automoto-Continental      | + 0 s            |

### Classement général
| \| Classement général \| Classement général \| Classement général \| Classement général \| Classement général \| \| Coureur \| Coureur \| Pays \| Équipe \| Temps \| \| ------------------ \| ------------------ \| ------------------ \| ------------------ \| ------------------ \| \| 1er \| Jean Rossius \| Belgique \| Alcyon-Soly \| 70 h 13 min 00 s \| \| 1er \| Philippe Thys \| Belgique \| Peugeot-Wolber \| + 0 s \| \| 3e \| Henri Pélissier \| France \| Peugeot-Wolber \| + 5 min 27 s \| |                 |          |                |                  |
| |                 |          |                |                  |
| |                 |          |                |                  |
| Classement général |                 |          |                |                  |
| Coureur | Coureur         | Pays     | Équipe         | Temps            |
| 1er | Jean Rossius    | Belgique | Alcyon-Soly    | 70 h 13 min 00 s |
| 1er | Philippe Thys   | Belgique | Peugeot-Wolber | + 0 s            |
| 3e | Henri Pélissier | France   | Peugeot-Wolber | + 5 min 27 s     |